# Wilhelm von Bossi-Fedrigotti
Wilhelm von Bossi-Fedrigotti (o in italiano Guglielmo Bossi-Fedrigotti; Avio, 1823 – Borgo Sacco, 26 aprile 1905) è stato un avvocato e politico austriaco, governatore del Tirolo (1877–1881).

## Biografia
Dopo gli studi in giurisprudenza, Wilhelm von Bossi-Fedrigotti entrò nel servizio giudiziario. Nel 1853 divenne procuratore aggiunto presso il tribunale di Bergamo, nel 1856 divenne sostituto procuratore a Verona e nel 1859 procuratore a Mantova . Dal 1863 al 1867 svolse questa attività a Verona. Nel 1867 divenne consigliere presso la pretura di Rovereto e con Decreto Imperiale del 13 settembre 1871, fu nominato consigliere superiore della pretura di Innsbruck. Con decreto imperiale del 28 luglio 1875 venne promosso presidente del tribunale distrettuale di Trento.
Nel 1868 venne eletto al parlamento statale per il circondario rurale di Cavalese. Dal 1870 al 1889 rappresentò i proprietari terrieri aristocratici nel parlamento dello Stato. Dal 1873 al 1877 fu vicegovernatore. L'11 aprile 1877 divenne governatore; Mantenne questa carica fino all'8 luglio 1881.
Sebbene Bossi-Fedrigotti fosse stato eletto al parlamento statale come liberale, perseguì una linea moderata che trovò riconoscimento anche nella maggioranza conservatrice del parlamento statale. Era molto impegnato nelle cause patriottiche e religiose.
Dopo le dimissioni, assunse nuovamente la direzione del Tribunale di Trento. Il 23 febbraio 1884 fu messo in pensione. Ricevette numerose onorificenze dall'Imperatore: nel 1878 gli fu conferito il titolo di Hofrat e nel 1881 l'Ordine della Corona ferrea di II Classe. Di conseguenza venne elevato anche al rango di barone. Dopo il pensionamento, Bossi-Fedrigotti visse fino alla morte una vita molto appartata nella sua tenuta di Sach (Sacco) vicino a Rovereto.
Wilhelm Bossi-Fedrigotti si sposò due volte, la prima con Johanna von Klebelsberg (1843 a Brunico - 1876 a Trento) e la seconda con Paola Freiherrin von Riccabona. Dal suo primo matrimonio nacque un figlio, Nikolaus Freiherr von Bossi-Fedrigotti (1870 a Sacco - 1948 a Branzoll/Bronzolo), e dal suo secondo matrimonio le baronesse Luigina e Theresina Bossi-Fedrigotti.